# ЗЛМ Тур 2024
35-й выпуск ЗЛМ Тур — шоссейной многодневной велогонки по дорогам юга Нидерландов. Гонка прошла с 5 по 9 июня 2024 года в рамках Европейского тура UCI 2024. Победителем стал бельгийский велогонщик Руне Херрегодтс.

## Участники
Участие в гонке приняли 19 команд: 6 команд категории UCI WorldTeam, 6 проконтинентальных и 7 континентальных команд.
| UCI WorldTeams (6)- Astana Qazaqstan Team - Team Visma \| Lease a Bike - Alpecin-Deceuninck - Team dsm-firmenich PostNL - Intermarché-Wanty - Arkéa-B&B Hotels UCI ProTeams (6)- Tudor Pro Cycling Team - VF Group-Bardiani CSF-Faizané - Polti Kometa - Bingoal WB - Team Corratec-Vini Fantini - Team Flanders-Baloise UCI Continental Teams (7)- Volkerwessels Cycling Team - Metec-Solarwatt p/b Mantel - Parkhotel Valkenburg - BEAT Cycling Club - Diftar Continental Cycling Team - Team Storck-Metropol Cycling - Ara-Skip Capital |
| |

## Маршрут
Маршрут гонки состоял из пролога и 4 этапов общей протяжённостью 744 километра.
| Этап | Дата  | Маршрут                   | type                    | Длина (км) | Победитель      | Лидер генеральной классификации |
| ---- | ----- | ------------------------- | ----------------------- | ---------- | --------------- | ------------------------------- |
| 1    | 5 июн | Весткапелле – Весткапелле | индивидуальная разделка | 14,7       | Руне Херрегодтс | Руне Херрегодтс                 |
| 2    | 6 июн | Мидделбург – Wissenkerke  | равнинный               | 193,8      | Каспер ван Уден | Руне Херрегодтс                 |
| 3    | 7 июн | Схейндел – Buchten        | равнинный               | 179,4      | Петер Шультинг  | Руне Херрегодтс                 |
| 4    | 8 июн | Розендал – Розендал       | равнинный               | 196,7      | Каспер ван Уден | Руне Херрегодтс                 |
| 5    | 9 июн | Остерхаут – Остерхаут     | равнинный               | 159,4      | Alexander Salby | Руне Херрегодтс                 |

## Ход гонки
Победителем первого этапа стал Руне Херрегодс, представляющий команду Intermarché — Wanty. Он преодолел дистанцию разделки в 14,7 км за 17 минут и 16 секунд. Второе место занял Тим ван Дейк из команды Visma | Lease a bike, уступив победителю 11 секунд. Глеб Сырица из Astana Qazaqstan стал третьим, отстав от лидера на 17 секунд.

## Лидеры классификаций
| Этап |                         | Победитель _    | Генеральная классификация _ |
| ---- | ----------------------- | --------------- | --------------------------- |
| 1    | индивидуальная разделка | Руне Херрегодтс | Руне Херрегодтс             |
| 2    | равнинный               | Каспер ван Уден | Руне Херрегодтс             |
| 3    | равнинный               | Петер Шультинг  | Руне Херрегодтс             |
| 4    | равнинный               | Каспер ван Уден | Руне Херрегодтс             |
| 5    | равнинный               | Alexander Salby | Руне Херрегодтс             |
| Итог | Итог                    |                 | Руне Херрегодтс             |

## Итоговое положение
| \| Генеральная классификация \| Генеральная классификация \| Генеральная классификация \| Генеральная классификация \| Генеральная классификация \| \| Гонщик \| Гонщик \| Команда \| Время \| \| \| ------------------------- \| ------------------------- \| --------------------------------- \| ------------------------- \| ------------------------- \| \| 1-й \| Руне Херрегодтс \| Intermarché-Wanty \| 15ч 58' 50 \| \| \| 2-й \| Макс Уокер \| Astana Qazaqstan Development Team \| + 20 \| \| \| 3-й \| Том Боли \| Tudor Pro Cycling Team \| + 23 \| \| |                 |                                   |            |
| |                 |                                   |            |
| Источник: ProCyclingStats |                 |                                   |            |
| Генеральная классификация |                 |                                   |            |
| Гонщик | Гонщик          | Команда                           | Время      |
| 1-й | Руне Херрегодтс | Intermarché-Wanty                 | 15ч 58' 50 |
| 2-й | Макс Уокер      | Astana Qazaqstan Development Team | + 20       |
| 3-й | Том Боли        | Tudor Pro Cycling Team            | + 23       |

| Очковая классификация | Очковая классификация | Очковая классификация     | Очковая классификация | Очковая классификация |
| Гонщик                | Гонщик                | Команда                   | Очки                  |                       |
| --------------------- | --------------------- | ------------------------- | --------------------- | --------------------- |
| 1-й                   | Каспер ван Уден       | Team dsm-firmenich PostNL | 46 очков              |                       |
| 2-й                   | Глеб Сырица           | Astana Qazaqstan Team     | 32 очков              |                       |
| 3-й                   | Джованни Лонарди      | Team Polti Kometa         | 28 очков              |                       |

| Очковая классификация | Очковая классификация | Очковая классификация     | Очковая классификация | Очковая классификация |
| Гонщик                | Гонщик                | Команда                   | Очки                  |                       |
| --------------------- | --------------------- | ------------------------- | --------------------- | --------------------- |
| 1-й                   | Каспер ван Уден       | Team dsm-firmenich PostNL | 46 очков              |                       |
| 2-й                   | Глеб Сырица           | Astana Qazaqstan Team     | 32 очков              |                       |
| 3-й                   | Джованни Лонарди      | Team Polti Kometa         | 28 очков              |                       |

| Молодёжная классификация | Молодёжная классификация | Молодёжная классификация      | Молодёжная классификация | Молодёжная классификация |
| Гонщик                   | Гонщик                   | Команда                       | Время                    |                          |
| ------------------------ | ------------------------ | ----------------------------- | ------------------------ | ------------------------ |
| 1-й                      | Wessel Mouris            | Metec-Solarwatt p/b Mantel    | 15ч 59' 22               |                          |
| 2-й                      | Николя Милези            | Arkéa-B&B Hôtels Continentale | + 18                     |                          |
| 3-й                      | Михиль Ламбрехт          | Bingoal WB Devo Team          | + 41                     |                          |

| Молодёжная классификация | Молодёжная классификация | Молодёжная классификация      | Молодёжная классификация | Молодёжная классификация |
| Гонщик                   | Гонщик                   | Команда                       | Время                    |                          |
| ------------------------ | ------------------------ | ----------------------------- | ------------------------ | ------------------------ |
| 1-й                      | Wessel Mouris            | Metec-Solarwatt p/b Mantel    | 15ч 59' 22               |                          |
| 2-й                      | Николя Милези            | Arkéa-B&B Hôtels Continentale | + 18                     |                          |
| 3-й                      | Михиль Ламбрехт          | Bingoal WB Devo Team          | + 41                     |                          |

| Командная классификация по времени | Командная классификация по времени | Командная классификация по времени | Командная классификация по времени |
| Команда                            | Команда                            | Время                              |                                    |
| ---------------------------------- | ---------------------------------- | ---------------------------------- | ---------------------------------- |
| 1-й                                | Intermarché-Wanty                  | 47ч 57' 46                         |                                    |
| 2-й                                | Tudor Pro Cycling Team             | + 17                               |                                    |
| 3-й                                | Team Visma \| Lease a Bike         | + 44                               |                                    |